# 貝恩斯冰原島峰
80°19′S 23°58′W / 80.317°S 23.967°W
貝恩斯冰原島峰（英語：Baines Nunatak），是南極洲的冰原島峰，位於科茨地，處於伯恩哈迪高地以東，屬於沙克爾頓山脈的一部分，海拔高度1,020米，在1967年由美國海軍拍攝空中照片，現時由南極條約體系管理。